# Half-Flora
Half-Flora is een kleine wijk in de Surinaamse hoofdstad Paramaribo, gelegen ten zuidwesten van het stadscentrum en behorend tot het ressort Beekhuizen.

## Ligging
Half-Flora wordt begrensd in het noorden door de Marowijnestraat, in het westen door de Coesewijnestraat, in het zuiden door de Saramaccadoorstreek en in het oosten door de Domineekreek. De wijk wordt soms – ten onrechte – gerekend tot Zorg en Hoop. Op de Paramaribo Wegwijzer van Tal Graphics (1994) wordt de wijk eveneens ten onrechte aangeduid nabij de Licaniastraat, in het westen van de wijk Flora.

## Functie
Half-Flora is een residentiële wijk voor de middenklasse. Bijna een kwart van de oppervlakte van de wijk wordt ingenomen door Paramaribo’s grootste sportcentrum van SOSIS (Stichting tot Ontwikkeling van de Sport in Suriname). Verder bevindt zich in Half-Flora aan de Metaalstraat het Albert Cameron Instituut voor de opleiding tot kleuterleidster/kleuterleider. Aan dezelfde straat liggen ook een weeshuis en een tehuis van de Stigesu (Stichting Tehuizen Lichamelijk en/of Geestelijkk Gehandicapten in Suriname).
Aan de Coesewijnestraat ligt een moskee die gefrequenteerd wordt door Surinaamse moslims van Creoolse afkomst.